# Поделциг
Поделциг (њем. Podelzig) општина је у њемачкој савезној држави Бранденбург. Једно је од 45 општинских средишта округа Меркиш-Одерланд. Према процјени из 2010. у општини је живјело 988 становника. Посједује регионалну шифру (AGS) 12064388.

## Географски и демографски подаци
Поделциг се налази у савезној држави Бранденбург у округу Меркиш-Одерланд. Општина се налази на надморској висини од 48 метара. Површина општине износи 25,1 km². У самом мјесту је, према процјени из 2010. године, живјело 988 становника. Просјечна густина становништва износи 39 становника/km².